# マツモト産業
マツモト産業（マツモトさんぎょう、英称：MATSUMOTO SANGYO CO., LTD.）は、大阪府大阪市西区靱本町に本社を置く、産業機器、産業資材の開発・販売をおこなう企業である。1919年（大正8年）創業。

## 会社概要
主に工場で溶接等に用いられる、産業用ロボットの販売・導入の他、ファクトリーオートメーションを始めとしたシステム構築をおこなっている。本社が所在する、関西のみならず、国内各地域に拠点・販売網が所在し、知名度はつとに高い。
同社が販売するロボットを始めとする産業機器は、同社のグループ企業で大阪府八尾市に本社を置く、マツモト機械によるモノが多いが、ファナック等の他社とのつながりもある。
兵庫県南あわじ市に本社を置く、同名のセメント・コンクリート等の石材を取り扱う企業とは、資本・人材面でのつながりは無い。